# Giovanni Pettinati
Giovanni Pettinati (Cartosio, 6 marzo 1926 – Cartosio, 25 aprile 1994) è stato un ciclista su strada italiano.
Professionista dal 1951 al 1962, vinse una tappa al Giro d'Italia 1954 e indossò la maglia rosa al Giro d'Italia 1958.

## Carriera
Figlio di contadini, da dilettante vinse una trentina di corse. Fra i risultati più rilevanti si ricordano l'ottava tappa al Giro d'Italia 1954, vinta con una lunga fuga da lontano, e la settima tappa della Volta Ciclista a Catalunya 1952. Fu secondo al Giro dell'Appennino 1951 e 1953 e terzo al Giro di Toscana del 1953, al Tour de Romandie 1958 e al Giro del Piemonte 1961. Inoltre, ha indossato la maglia rosa per sei giorni al Giro d'Italia 1958, oggi esposta nella collezione del Museo del Ghisallo.
Conclusa la carriera, si trasferì con la moglie e la figlia ad Acqui Terme, dove lavorò come assicuratore. È morto in seguito ad un infarto all'età di 68 anni.

## Palmarès
- 1948

Coppa Città di Asti
- 1950

Coppa Città di Asti
- 1951

La Nazionale a Romito Magra
- 1952

7ª tappa Volta Ciclista a Catalunya
Coppa Andrea Boero
- 1953

Coppa Mostra del Tessile
- 1954

8ª tappa Giro d'Italia (Roma > Chianciano)
- 1961

Trofeo Cougnet

## Piazzamenti

### Grandi giri
- Giro d'Italia

1951: 39º
1952: 57º
1953: 46º
1954: 47º
1955: 80º
1956: ritirato
1958: 25º
1959: 43º
1960: 38º
1961: 44º
- Vuelta a España

1956: 24º

### Classiche
- Milano-Sanremo

1950: 85º
1951: 27º
1952: 9º
1953: 14º
1954: 85º
1957: 14º
1961: 54º
1962: 67º
- Parigi-Roubaix

1953: 45º
1956: 32º
- Giro di Lombardia

1951: 66º
1952: 28º
1953: 36º
1954: 60º
1957: 30º
1958: 100º